# Дитер V (Катценелнбоген)
Дитер V фон Катценелнбоген (на немски: Diether V von Katzenelnbogen; † 13 януари 1276) е граф на Катценелнбоген, основател на старата линия Катценелнбоген.

## Произход и управление
Той е най-възрастният син на граф Дитер IV († 1245) и съпругата му Хилдегунда вероятно фон Еберщайн. Сестра му Аделхайд († 1288) се омъжва се преди 1250 г. за Валрам II фон Насау († 1276) и е майка на крал Адолф от Насау (1292 – 1298).
Дитер V наследява баща си през 1245 г. Дитер V построява през 1245 г. замък Рейнфелс на лявия бряг на Рейн, управлява от там и получава митата от корабите. През 1260 г. той разделя графството с брат си Еберхард I († 1311). Дитер V става граф на долното графство Катценелнбоген (около Катценелнбоген) и основава старата линия. Брат му Еберхард става граф на горнотото графство Катценелнбоген (около Дармщат), основава младата линия. Двете линии се обединяват отново през 1402 г. чрез свързването на Йохан IV фон Катценелнбоген (младата линия) с Анна фон Катценелнбоген (старата линия).
Дитер V е наследен като граф на Катценелнбоген от синът му Вилхелм I.

## Фамилия
Първи брак: с Агнес фон Алтенбаумберг (* ок. 1226; † между януари и септември 1258), дъщеря на Рупрехт I фон Алтенбаумберг-Зимерн (†1242) и Хедвиг фон Еберщайн († 1282). Те имат две дъщери:
- Елизабет († 1330), ∞ 1268 граф Конрад III фон Вайнсберг († 1296)
- Агнес († 1326), монахиня в манастир Кларентал

Втори брак: ок. 1261 г. с Маргарета фон Юлих († 1292), дъщеря на граф Вилхелм IV фон Юлих († 1278) и Маргарета фон Гелдерн († 1251). Те имат децата:
- Вилхелм I († 1331), женен I. 1284 г. за Ирмгард фон Изенбург, II. 1314 г. за Аделхайд фон Валдек
- Хайлвиг, ∞ 1305 Бруно фон Браунсберг (Вид)
- Бертхолд († 1316), пропст на Обервезел
- Дитер VI († 1315), ∞ пр. 1308 за Катарина фон Клеве († сл. 1356)